# (18871) Grauer
(18871) Grauer est un astéroïde de la ceinture principale.

## Description
(18871) Grauer est un astéroïde de la ceinture principale. Il fut découvert le 11 novembre 1999 à Fountain Hills (Arizona) par Charles W. Juels. Il présente une orbite caractérisée par un demi-grand axe de 2,67 UA, une excentricité de 0,11 et une inclinaison de 11,9° par rapport à l'écliptique.

## Compléments